# Basílica da Estrela
De Basílica da Estrela is een kleine basiliek en een oud  karmelietenklooster in Lissabon, Portugal. 
De basiliek is gebouwd in opdracht van koningin  Maria I als vervulling van een gelofte. Naast dat de basiliek een product is van haar toewijding aan het  Heilig Hart van  Jezus, is het de belangrijkste architectonische inspanning van haar regeerperiode. De Basílica da Estrela was de eerste kerk ter wereld die werd gewijd aan het Heilig Hart van Jezus.

## Geschiedenis
Kort na haar huwelijk met haar oom  Peter III in 1760, beloofde Maria, voor een afbeelding van het Heilig Hart van Jezus in het Klooster van Carnide, een kerk en klooster te bouwen wanneer zij kinderen zou kunnen baren die de opvolging van de troon van het huis van Braganza zouden verzekeren. Prinses Maria was destijds de oudste dochter en erfgename van koning  Jozef I, die ze uiteindelijk na zijn dood in 1777 zou opvolgen. Op 20 augustus 1761 beviel ze van haar eerste kind, Jozef Frans. Hij zou later, tijdens de bouw van de Basílica da Estrela in 1788, overlijden aan de pokken.
Nadat Maria was toegetreden tot de troon, in 1779, begon de bouw van de basiliek. Op 24 oktober vond de ceremonie plaats waarbij haar echtgenoot Peter III de eerste hoeksteen legde. De hofarchitect, Mateus Vicente de Oliveira heeft de leiding over de constructie. In 1785 overleed hij en werd vervangen door Reinaldo Manuel dos Santos, die zorgde voor de uiteindelijke voltooiing van het project. Reinaldo Manuel bracht substantiële wijzigingen aan in het uiterlijke ontwerp van de kerk, namelijk aanpassingen in het ontwerp van het  fronton, de gevel, de  klokkentorens en de  koepel

## Architectuur
De kerk bevindt zich op een heuvel in het toenmalige westelijke deel van Lissabon en kan van ver worden bekeken. Verder kenmerkt de kerk zich door een gigantische koepel. De stijl is vergelijkbaar met het Paleis van Mafra, gebouwd in de stijl van  Barok en Neoclassicisme. Het front heeft twee klokkentorens en bevat  heiligenbeelden en enkele  allegorische figuren.
In de vloeren en muren werd een grote hoeveelheid grijs, roze en geel marmer gebruikt. Deze zijn gelegd in verschillende geometrische patronen en worden beschouwd als een van de mooiste in Europese kerken. In de kerk hangen meerdere schilderijen van de Italiaanse schilder Pompeo Batoni. Het graf van koningin Maria I bevindt zich in het rechter transept. Een beroemde kerststal gemaakt door de Portugese beeldhouwer Joaquim Machado de Castro met meer dan 500 figuren in kurk en terracotta is een grote attractie voor bezoekers van de kerk.